# Roter Beryll

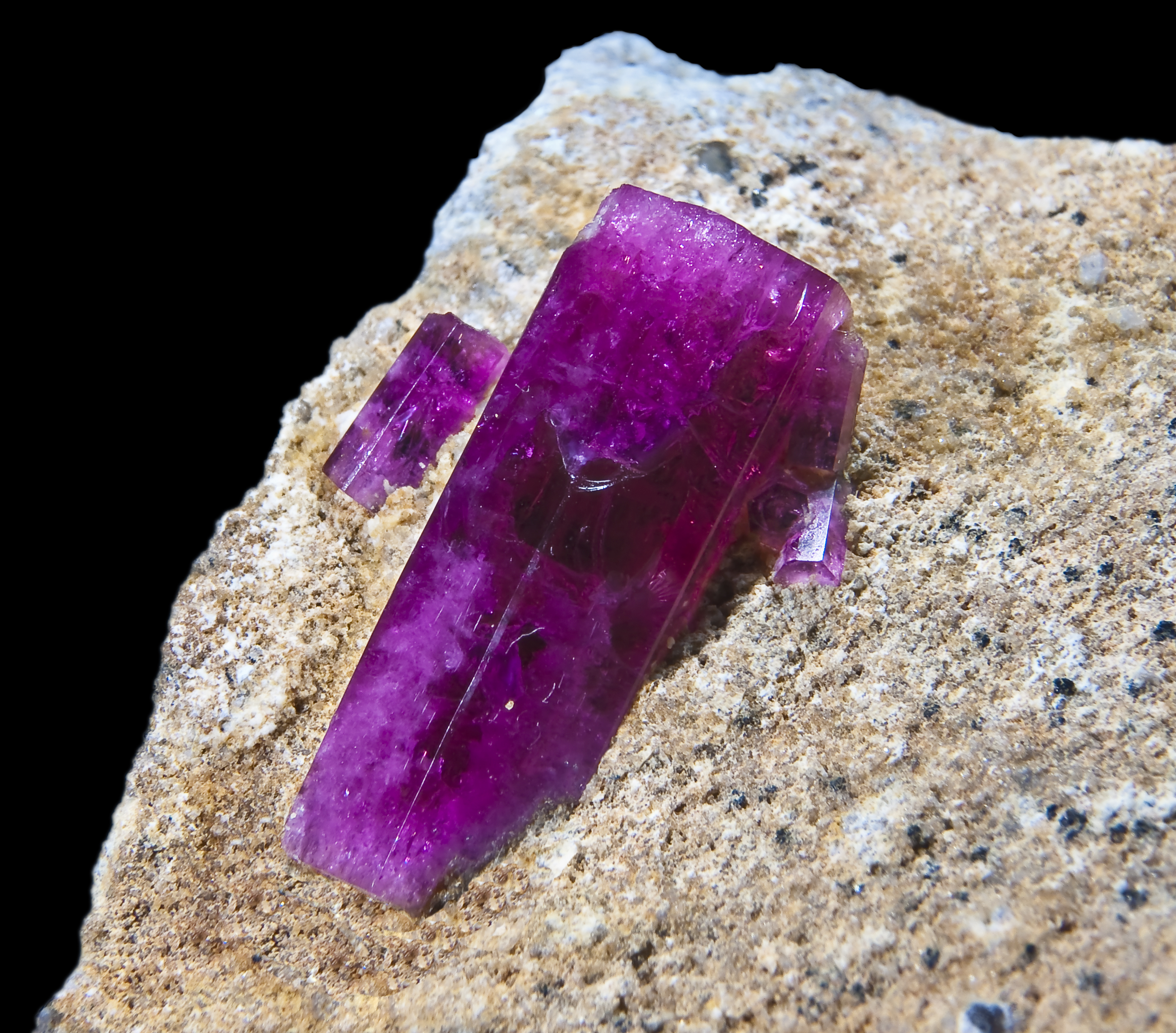
Roter Beryll aus den Wah Wah Mountains

Roter Beryll, veraltet auch als Bixbit oder Roter Smaragd bekannt, ist eine seltene rote Varietät des Minerals Beryll (Be3Al2Si6O18). Seine intensiv rote Farbe wird durch geringe Fremdbeimengungen von Mangan (Mn) oder Lithium (Li) verursacht.

## Etymologie und Geschichte
Bixbit war der ursprüngliche, von Alfred Eppler im Jahr 1912 vergebene Name für den von Maynard Bixby (1853–1935) entdeckten roten Beryll. Dieser erste Name wird allerdings aufgrund der Verwechslungsgefahr mit dem ebenfalls nach Bixby benannten Mineral Bixbyit von der CIBJO abgelehnt und soll nicht mehr verwendet werden.
Maynard Bixby, ein amerikanischer Schürfer und Claimbesitzer, entdeckte 1897 erstmals kleine, undurchsichtige und intensiv rote Beryll-Kristalle in "Topaz Cave" (Maynard Topaz Mine) im Juab County (Utah, USA). Roter Beryll in Edelsteinqualität wurde allerdings erst 1958 in den Wah Wah Mountains im Beaver County (Utah, USA) gefunden.

## Farbe
Die seltene, rote Farbe des Roten Beryll wird durch Mn2+ verursacht, das das Al-Atom im Kristallgitter ersetzt. Die beste Farbe ist ein reiches Rot ("Stoplight") mit einem Hauch von Blau. Die Farben variieren zwischen orangerot, rosa, rotviolett und dunkelrot, mit vielen Zwischentönen.

## Bildung und Fundorte
In der späten Kreidezeit (100 – 65 mya) entstanden die jüngeren Teile der Rocky Mountains, wobei tiefe Risse in der Erdkruste auftraten. Im Verlauf von vulkanischen Aktivitäten (ca. 20 mya) wurde das heutige Utah von fünf oder mehr Schichten aus Topas-haltigem Rhyolith bedeckt. Später stiegen aus der Tiefe heiße, fluorhaltige Gase bzw. Dämpfe auf, die sich ihren Weg durch Schrumpfungsrisse im abgekühlten Rhyolith-Gestein nach oben suchten. Dabei trafen sie nahe der Erdoberfläche auf Grundwasser, das dadurch verdampfte und kleine Hohlräume hinterließ. Darin konnte verbliebener Wasserdampf bei hohen Temperaturen (300 bis 650 °C) und niedrigem Druck mit den mineralreichen Gasen reagieren, wodurch rote Beryllkristalle wachsen konnten.
Den Roten Beryll findet man in Hohlräumen und Klüften des vulkanischen Gesteins Rhyolith. Die Minerale Bixbyit, Hämatit, Orthoklas, Pseudobrookit, Quarz, Spessartin (Granat) und Topas sind dabei mit ihm assoziiert.
Sehr seltene, schleifwürdige Kristalle kann man nur an wenigen Stellen im Westen und Südwesten der USA finden:
- "Violet Claims" in den Wah Wah Mountains (Beaver County) im südlichen Zentral-Utah, mit edlen, himbeerroten Kristallen in weißem Rhyolith. Diese Fundstelle ist sehr bekannt für ihre großen, klaren Kristalle. Wie auf allen privaten Claims (gepachtetes Fundgebiet) ist das Sammeln nur mit einer Genehmigung des Pächters erlaubt. Die Kristalle werden in einem eng begrenzten Gebiet von nur 900 × 1900 m in Rissen im Rhyolith gefunden.

- "Thomas Range" in der westlichen Wüste von Utah (bei Wildhorse Springs, 65 km nordwestlich von Delta im Millard County). Dort gibt es Roten Beryll als klare, dunkelrote bis hellrosa, himbeerfarbene Kristalle in hellgrauem Rhyolith. Dieser Ort ist zugleich eine klassische (Typlokalität) und populäre Fundstelle für mineralogisch interessierte Sammler. Sie ist ebenfalls weltweit bekannt wegen ihrer Topaskristalle. Das Fundgebiet "Thomas Range", besonders der "Topaz Mountain", wurde 1859 von Henry Engelmann entdeckt. Der "Topaz Mountain" wird jährlich von tausenden Sammlern besucht, die hier Topas und andere seltene Mineralien suchen.

- Paramount Canyon und Round Mountain im „Taylor Creek Tin District“ in der Black Range im Sierra County in New Mexico, wo man kleinere Kristalle in weißem Rhyolith findet.

## Verwendung als Schmuckstein

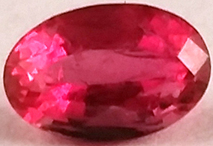
Facettierter Roter Beryll, 0,56ct, Utah USA

Roter Beryll wird fast ausschließlich zu Schmucksteinen verarbeitet, aufgrund seiner Seltenheit allerdings oft durch bestrahlte beziehungsweise gebrannte Beryllvarietäten oder Synthesen ersetzt.
Roter Beryll ist der seltenste Beryll. Die meisten facettierten Steine wiegen weniger als 1 Karat und haben mehr oder weniger Einschlüsse bis hin zur opaken „Bubble Gum“-Qualität. Allerdings wird „Bubble Gum“ auch als Farbbezeichnung für pink verwendet, unabhängig von der Reinheit. Der bisher größte Kristall hatte 1,4 × 3,4 cm und wog 54 ct. Der größte facettierte Rote Beryll (nicht rein) wiegt 8 ct. Die übliche Größe von guten, facettierten Steinen liegt bei nur 0,15 ct.
Facettierte, reine Steine mit dem begehrten „Stoplight“-Rot sind sehr gesucht. Wenn sie dann noch über 1 ct wiegen, sind sie extrem selten und haben einen entsprechenden Preis.
Nach Einschätzung der Geological Survey of Utah soll Roter Beryll so selten sein, dass nur etwa ein Roter Beryll pro 150.000 Diamanten in Edelsteinqualität abgebaut wird.

### Abgrenzung zu Pezzottait

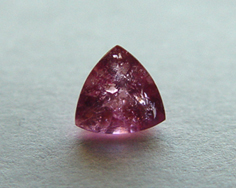
Facettierter Pezzottait, 0.58ct, Madagaskar

2002 wurde in Madagaskar ein rosafarbenes Mineral gefunden, den man zuerst für eine weniger wertvolle Spielart des "Roten Beryll" hielt und als Pezzottait bezeichnete. Seit 2003 ist Pezzottait jedoch als eigenständiges Mineral anerkannt, das zwar mit den anderen Mineralen der Beryllgruppe verwandt ist, dessen Struktur weicht aber von diesen so sehr ab, dass er nicht mit ihnen isostrukturell ist.
Roter Beryll hat hexagonale Kristalle mit 6 gleichen Seiten, die von flachen Enden begrenzt sind. Pezzottait hat trigonale Kristalle mit pyramidenähnlichen Endflächen. Pezzottait-Kristalle sind normalerweise größer als Roter Beryll-Kristalle. Das Muttergestein (Matrix) von Rotem Beryll ist weißer oder grauer Rhyolith. Pezzotait-Kristalle sitzen auf grauem Granit.
Normalerweise sind Rote Berylle nicht augenrein, wenn der Stein / Kristall schwerer als 1/10 ct wiegt. Sie haben dann üblicherweise Einschlüsse, interne Risse, Rhyolith-Schleier und/oder schwarze Flecken. Pezzottait zeigt normalerweise Blasen und/oder Risse bzw. Brüche. Roter Beryll hat einen Brechungsindex von 1,567 bis 1,580, Pezzotait von 1,601 bis 1,620.